# سنگ خارا (تصنیف)
سنگ خارا تصنیفی است ساختهٔ علی تجویدی با ترانه‌ای از رحیم معینی کرمانشاهی که اولین بار با خوانندگی مرضیه منتشر شد.

## تاریخچه
تجویدی تصنیف سنگ خارا را در مایهٔ بیات کرد ساخت. اولین بار این تصنیف با صدای مرضیه ضبط و در قالب آلبوم گل‌های رنگارنگ شمارهٔ ۲۶۱ منتشر شد.
از جمله اجراهای جدیدتر تصنیف خارا می‌توان به اجرای آن توسط ارکستر ملی ایران به رهبری فریدون شهبازیان و با آواز حسین علیشاپور اشاره که در قالب برنامه‌ای به نام «شب یادمان استاد علی تجویدی» اجرا شد. علیرضا افتخاری نیز در آلبوم به دنبال دل (۱۳۸۳) این تصنیف را اجرا کرد که در این اجرا، شروع تصنیف به صورت آواز تنها و بدون همراهی ساز است.نصر الله معین نجف آبادی نیز در سال 1396 این تصنیف را خوانده است.همچنین هوشمند عقیلی، علیرضا قربانی و جهان نیز این تصنیف را بازخوانی کرده اند.

## مضمون و نقد
ترانهٔ این تصنیف مضمونی عاشقانه دارد. سنگ خارا در کنار ترانهٔ «یاد من کن» (که آن هم توسط تجویدی آهنگسازی شد و توسط دلکش اجرا شد) از جملهٔ آثار برجستهٔ معینی کرمانشاهی دانسته شده‌است. تجویدی معتقد است که تصنیف سنگ خارا در شهرت یافتن خواننده‌اش نقش داشته‌است.